# Новотурбеєво
Новотурбе́єво (рос. Новотурбеево, башк. Яңы Тырбый) — присілок у складі Шаранського району Башкортостану, Росія. Входить до складу Мічурінської сільської ради.
Населення — 48 осіб (2010; 50 у 2002).
Національний склад:
- татари — 50 %
- башкири — 44 %

Стара назва — Ново-Турбеєво.